# Antônio Francisco da Costa
Antônio Francisco da Costa (,  — , ) foi um político brasileiro.
Foi deputado à Assembleia Legislativa Provincial de Santa Catarina na 1ª legislatura (1835 — 1837), e na 2ª legislatura (1838 — 1839).